# Nobottle
Nobottle – osada w Anglii, w hrabstwie Northamptonshire, w dystrykcie (unitary authority) West Northamptonshire. Leży 9 km na zachód od miasta Northampton i 104 km na północny zachód od Londynu.